# سیویوه سوییزواپی
سیویوه سوییزواپی (انگلیسی: Siviwe Soyizwapi؛ زادهٔ ۷ دسامبر ۱۹۹۲) بازیکن راگبی ۷ نفره اهل آفریقای جنوبی است.
وی در مسابقات کشوری و بین‌المللی در مجموع برندهٔ ۱ مدال طلا، ۱ مدال برنز شده است.